# بديع الزمان الكردستاني
بديع الزمان الكردستاني (1323 - 1399 هـ / 1905 - 1978 م) هو أديب وشاعر.
هو عبد الحميد بن عبد المجيد الكردستاني. ولد في سنندج و توفي بطهران. اتقن من اللغات العربية والفارسية والكردية و الفرنسية والإنگليزية.
من آثاره: «مخزن الأدب في أشعار العرب والعجم» و «منتخب قصائد فارسي» و «معيار القروض في علم العروض» و «منتخب نهج البلاغة» و «شرح ضادية الطرماح بن حكيم الطائي» ، و «شرح بائية ذي الرمة».